# Athleta
A Athleta é uma marca japonesa de equipamentos esportivos, de origem brasileira, focada em produtos para futebol.
A marca foi criada no Belém, cidade de São Paulo, em 1935 pela empresa Malharia Santa Isabel., cujo fundador é Antonio Pádua de Oliveira. A marca "Athleta" foi escolhida pela empresa para identificar seus artigos esportivos.  No início, fabricava meias e camisas para a prática de esportes amadores.
Ela foi a fabricante das camisas oficiais da Seleção Brasileira de Futebol de 1954 a 1974. A produção, nesta época, era praticamente artesanal: os croquis eram feitos à mão em folhas de sulfite e os números bordados em ponto cheio.
Em 2004, a marca sucumbiu à sequência de planos econômicos e à chegada ao país de gigantes do esporte, como Adidas e Nike, e parou de fabricar peças. Em 2009 a marca ressurgiu no mercado pelas mãos do grupo japonês "The Brand's Company (TBC)"., especializada no direcionamento, introdução e desenvolvimento de marcas. A TBC apostou na moda para reposicionar a marca “Athleta”. Assim, em vez de produtos com desenho para quem gosta de futebol. "O que se vende no futebol é o produto ligado ao time, e nós apostamos em um conceito de "street". Com isso, acreditamos que podemos ganhar espaço nesse meio de gigantes, Hayo Cohen, dono da TBC, ao site “Máquina do Esporte”.
Aproveitando-se da Copa do Mundo de 2010, a retomada começou o projeto “A Camisa dos Campeões”, que fez uma reedição limitada de mil exemplares dos 31 modelos usados pelos jogadores nas Copas de 1958, 1962 e 1970.

## Fornecimento e patrocínio

### Futebol
Brasil
- America-RJ
- Atlético Catarinense
- Desportivo Brasil
- Galo Maringá
- Mirassol
- Monte Azul
- Porto

Japão
- Blaublitz Akita
- Orca Kamogawa
- Tochigi
- Tokyo Verdy

### Futsal
- Boaluz Nagano
- Pescadola Machida
- Vasagey Oita

### Beach Soccer
- Tokyo Verdy